# Théorème de Monge (géométrie élémentaire)
Pour l’article homonyme, voir Théorème de Monge.

Illustration du théorème de Monge : les points d'intersection respectifs des tangentes rouges, bleues et vertes sont alignés sur la droite noire.

En géométrie élémentaire, le théorème de Monge (également théorème des cercles de Monge, ou théorème des trois cercles de Monge), du nom du mathématicien français Gaspard Monge, affirme que dans un plan euclidien, pour trois cercles de rayons différents et dont les centres ne sont pas alignés (aucun cercle n'étant intégralement compris dans un autre), les trois points d'intersection de leurs six tangentes extérieures deux à deux sont alignés,,,,,.
Une tangente extérieure à deux cercles de diamètres différents est une tangente commune aux deux cercles qui ne passe pas entre les deux figures. Chaque paire de cercles possède deux tangentes extérieures, qui ont un unique point d'intersection dans un plan projectif. Le théorème de Monge affirme que les trois points d'intersections des trois paires de tangentes extérieures d'un groupe de trois cercles se trouvent sur une même droite. Si deux cercles ont le même diamètre, leurs deux tangentes extérieures sont parallèles ; dans ce cas, le théorème de Monge affirme que les deux points d'intersections se trouvent sur une droite parallèle aux deux tangentes parallèles. En d'autres termes, si on considère que ces deux tangentes se rencontrent à un point à l'infini, alors les deux points d'intersection se trouvent sur une droite passant par ce même point à l'infini, de sorte que la droite qui les relie prenne le même angle que les deux premières tangentes extérieures.

## Historique
Ce théorème a été énoncé par Jean le Rond D'Alembert puis démontré par Gaspard Monge.

## Démonstrations
La démonstration la plus simple de ce théorème repose sur une analogie dans un espace tridimensionnel. Supposons que les trois cercles correspondent à trois sphères ayant respectivement les mêmes rayons. Les cercles sont formés par les intersections des plans avec chaque sphère au niveau de leur centre. Les trois sphères peuvent être « prises en sandwich » entre deux plans seulement. Chaque paire de sphères possède deux tangentes extérieures qui permettent de décrire un cône, dont le sommet est le point d'intersection des deux tangentes, c'est-à-dire le centre d'homothétie (en) extérieur. Or, puisque les deux droites du cône se trouvent dans deux plans distincts, le sommet du cône se trouve dans les deux plans à la fois, c'est-à-dire à un point de la droite d'intersection des deux plans. Donc les centres d'homothétie des trois cônes sont alignés.
Le théorème de Monge peut aussi être démontré à l'aide du théorème de Desargues. Une autre démonstration simple utilise le théorème de Ménélaüs, puisque les relations peuvent être calculées à l'aide des diamètres de chaque cercle, qui s'éliminent par formes cycliques lors de l'application du théorème de Ménélaüs.